# Binza
Binza è una circoscrizione mista (mixed ward) della Tanzania situata nel distretto di Maswa, regione del Simiyu. Conta una popolazione di 12 243 abitanti (censimento 2012).